# Фрески Аула Деи
Фрески Аула-Деи (1774) — это цикл фресок, посвященных жизни Девы Марии кисти Франсиско де Гойя, созданных в технике альсекко (то есть, написанные масляными красками непосредственно на поверхности стены), в церкви картезианского монастыря Аула Деи (исп. Cartuja de Aula Dei) вблизи Пеньяфлор-де-Гальего на окраине города Сарагоса, Арагон, Испания.

## История
После возвращения из учебной поездки в Италию Гойя получил различные заказы на фрески. Один из них был для базилики дель Пилар в Сарагосе, где он написал фреску Поклонение имени Бога (исп. Adoración del nombre de Dios). Следующим, заказ для церкви картезианского монастыря Аула Деи, где его шурин Мануэль Байеу был монахом, была серия о жизни Девы Марии до Представления Иисуса в Храме, который он завершил в 1774 году.
В этой работе Гойя показал свое мастерство в крупномасштабной настенной живописи, создав сцены длиной от пяти до десяти метров и высотой от одного до трех метров, а между ними охватывая всю площадь внутренних стен картезианской церкви.
Из одиннадцати картин сохранилось только семь, в результате повреждения после упразднения монастыря во время Дезамортизации (Desamortizacion) — конфискации имущества церкви, Хуаном Альваресом Мендисабалем в 1835-37 годах. Четыре фрески должны были быть перекрашены братьями Полом и Амеде Баффетами в 1903 году, после того как в 1901 году картезианский орден вновь приобрел монастырь для размещения двух французских картезианских общин, находящихся в изгнании. Семь сохранившихся фресок также были повреждены и восстановлены в 1978-79 годах.

## Описание
Гойя начал работу над фресками в 1773 году по просьбе брата Феликса Сальседо и брата Хосе Лаланы. Серия состоит из сцен из жизни Девы Марии, расположенных во фризе вокруг стен монастырской церкви. Серия начинается с изображения Иоакима и Анны (родителей Марии), расположенного над главными дверями, а затем чередуются с сценами из Евангелий и Посланий. Таким образом, справа следующая картина изображает Рождение Девы Марии, а слева — брак Девы Марии. Затем следует встреча Марии её двоюродной сестрой Елизаветой, Обрезание, Поклонение волхвов и в заключение, единственное что осталось от первоначальных работ Гойи, Представление Иисуса в Храме.